# Вистингаузен, Анфиса Владимировна
Анфи́са Влади́мировна Вистинга́узен (до 2011 года носила фамилию Медведева; род. 27 сентября 1999, Москва) — российская актриса театра и кино.

## Биография
Родилась 27 сентября 1999 года в Москве, в семье Владимира Медведева и Людмилы Вистингаузен.
Там же окончила школу № 648, также с раннего детства посещала два отделения музыкальной школы по классу фортепиано и вокала. Принимает участие в вокальных проектах. Училась также в школе современного танца «Вортекс».
В фильмах 2005—2010 гг. в титрах указана как Анфиса Медведева, с 2011 г. — Анфиса Вистингаузен (в качестве артистического псевдонима использовала фамилию матери).

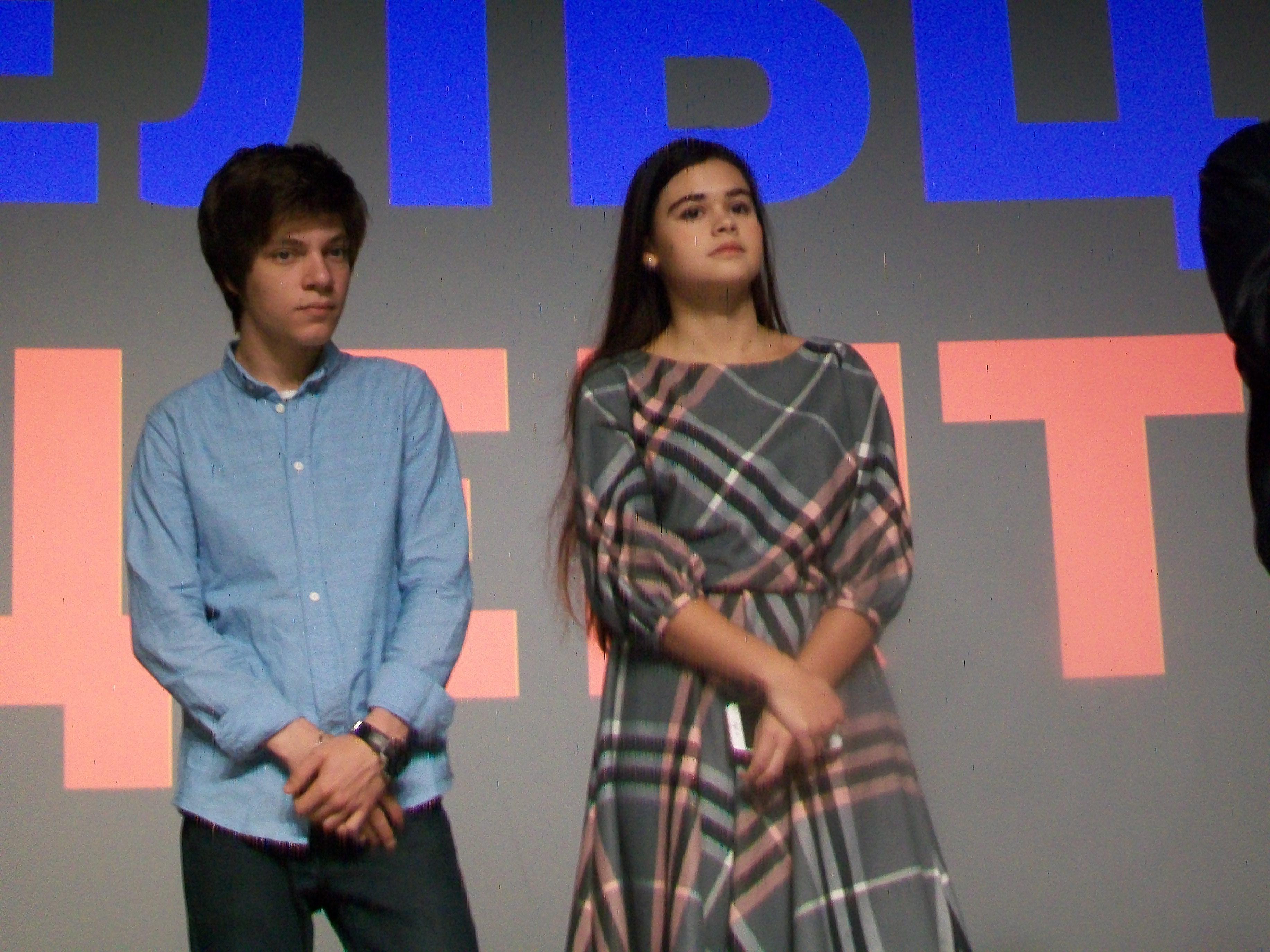
Актеры Егор Клинаев и Анфиса Вистингаузен на презентации «Частного пионерского-3». Ельцин-центр (сентябрь 2017 года)

Кинодебют Анфисы Вистингаузен состоялся в 2010 году в драме «Компенсация» с участием Гоши Куценко. В этом фильме Анфиса исполнила роль Нади, дочери главного героя, которую похищают единокровные сёстры ради выкупа. Фильм был показан на «Первом канале». До этого с 2005 года Анфиса в основном снималась в эпизодических ролях и в «Ералаше». Известность пришла к ней в 2012 году, когда Анфиса снялась в фильме «Сказка. Есть» в компании Светланы Ивановой и исполнила роль ученицы Лилии Скворцовой в мистическом сериале «Закрытая школа» на телеканале «СТС». Героиня Анфисы Вистингаузен — тринадцатилетняя девочка-вундеркинд в школе-пансионе «Логос».
С 2010 по 2013 год Анфиса Вистингаузен исполняла роль юной Луизы в мюзиклах «ZORRO» и «Звуки музыки». С 2016 года снималась в сериале «Остров», исполняла роль Нади, шестнадцатилетней участницы реалити-шоу. В данный момент на счету девушки более 20 ролей в кино.
С 2017 года учится во ВГИКе (мастерская Владимира Грамматикова).
С 7 октября по 26 ноября 2019 года и с 6 апреля 2020 года в роли Юнны вела телепередачу «Зелёный проект» на канале «Карусель», в которой рассказывалось о защите окружающей среды, бережном отношении к ресурсам и вторичном использовании старых вещей.

## Фильмография
| Год       | Название                             | Роль                          |
| --------- | ------------------------------------ | ----------------------------- |
| 2005      | Авантюристка                         | Надя, в титрах не указана     |
| 2006      | Дюймовочка                           | жук                           |
| 2007      | Счастливы вместе                     | эпизод                        |
| 2008      | Защита против                        | эпизод, в титрах не указана   |
| 2008      | Женщина желает знать                 | эпизод, в титрах не указана   |
| 2008      | Тушите свет!                         | дочь инженера                 |
| 2009      | Савва Морозов                        | эпизод                        |
| 2009      | Московский дворик                    | в титрах не указана           |
| 2009      | Журов                                | Верочка, в титрах не указана  |
| 2009      | Цыганки                              | Раиса                         |
| 2010      | Московский дворик                    | эпизод                        |
| 2010      | Компенсация                          | Надя                          |
| 2010      | Будь моей женой!                     | Алика                         |
| 2011      | Правила маскарада                    | Ира, подруга Даши Дружининой  |
| 2012      | Сказка. Есть (Новелла «Мир игрушек») | Даша                          |
| 2012      | Самара                               | Кристина, дочь Веры           |
| 2012      | Закрытая школа                       | Лилия Скворцова               |
| 2012      | Петрович                             | Алиса Бабичева                |
| 2012      | В ожидании весны                     | Женя Нестерова                |
| 2012      | Дневник доктора Зайцевой 2           | эпизод                        |
| 2013      | Ангел или демон                      | демон Агнесса                 |
| 2013      | Метро                                | Ксюша                         |
| 2013      | Частное пионерское                   | Лена Карасёва                 |
| 2014      | Память сердца                        | Таня в 12 лет                 |
| 2014      | Беспокойный участок                  |                               |
| 2015      | Частное пионерское 2                 | Лена Карасёва                 |
| 2015      | Тайна Снежной Королевы               | Маленькая разбойница          |
| 2016      | Выжить после 2                       | Муранья                       |
| 2016—2018 | Остров                               | Надежда Степашкина            |
| 2017      | Частное пионерское 3                 | Лена Карасёва                 |
| 2017      | Доктор Рихтер                        | пассажирка                    |
| 2017      | Это мой папа                         | Даша                          |
| 2019      | Дорога домой                         | Света, сестра Лены            |
| 2021      | Сестрички                            | Ксюша, невеста Виталика       |
| 2021—2023 | Училки в законе                      | Оля Дьякова, «Дичь»           |
| 2022—2023 | Два холма                            | Мила, дочь Матери Двух Холмов |
| 2022      | Два холма. Фильм                     | дочь Мэрки                    |
| 2022      | Марш утренней зари                   | Весёлая                       |
| 2022      | Семь страниц страха                  | Аня Шатохина                  |
| 2023      | Эта любовь                           | Ника                          |
| 2024      | Ткачёвы на связи                     | Яна (16 серия)                |

#### Театр «Стейдж Энтертейнмент»
- 2010—2011 — Мюзикл «ZORRO» — юная Луиза
- 2011—2012 — Мюзикл «Звуки музыки» — юная Луиза

### Озвучивание
- 2020-2023 — «Сказочный патруль» — Алёнка (с 3 сезона), Сирин / Повелитель
- 2021 — «Кощей. Начало» — голос за кадром
- 2021 — «Музыкальный патруль. Сказочные песни» — озвучка